# Harry Carey Jr.
Harry Carey Jr., all'anagrafe Henry G. Carey (Saugus, 16 maggio 1921 – Santa Barbara, 27 dicembre 2012), è stato un attore statunitense.

## Biografia
Nacque in un ranch a Saugus, a nord di Los Angeles, figlio degli attori Harry Carey e Olive Carey, nata Olive Fuller Golden, a sua volta figlia di George Fuller Gordon, attore del vaudeville e di Ada Maxwell, nativa del Surrey. Cresciuto in una comunità di indiani, imparò prima il Navajo che l'inglese. Allevatore di cavalli, durante la seconda guerra mondiale entrò nella Marina degli Stati Uniti, ma fu poi trasferito controvoglia nella Office of Strategic Services (intelligence organization).
Dopo aver tentato senza successo la carriera di cantante, entrò nel mondo del cinema e recitò in un paio di film insieme al padre. Dopo le prime esperienze, negli anni quaranta e cinquanta Carey apparve in molti dei più grandi film western di John Ford, come I cavalieri del Nord Ovest (1949), La carovana dei mormoni (1950), Sentieri selvaggi (1956), raggiungendo la notorietà anche in televisione con la serie Spin e Marty, nell'ambito del programma per ragazzi Il club di Topolino. Tra i suoi ruoli più importanti, da ricordare quello del padre di Trinità in ...continuavano a chiamarlo Trinità (1971). Comparve inoltre in film come ...e poi lo chiamarono il Magnifico (1972) e in alcune serie tv.
Sposato dal 1944 con l'attrice Marilyn Fix, figlia dell'attore Paul Fix, Harry Carey Jr. morì il 27 dicembre 2012, all'età di 91 anni, per cause naturali.

## Filmografia parziale

### Cinema
- Rolling Home, regia di William Berke (1946)
- Notte senza fine (Pursued), regia di Raoul Walsh (1947)
- Il fiume rosso (Red River), regia di Howard Hawks e Arthur Rosson (1948)
- La luna sorge (Moonrise), regia di Frank Borzage (1948)
- Sangue sulla luna (Blood Over the Moon), regia di Robert Wise (1948)
- In nome di Dio - Il texano (3 Godfathers), regia di John Ford (1948)
- I cavalieri del Nord Ovest (She Wore a Yellow Ribbon), regia di John Ford (1949)
- La carovana dei mormoni (Wagon Master), regia di John Ford (1950)
- Le frontiere dell'odio (Copper Canyon), regia di John Farrow (1950)
- Rio Bravo (Rio Grande), regia di John Ford (1950)
- Il fuggiasco di Santa Fè (Cattle Drive), regia di Kurt Neumann (1951)
- Sentiero di guerra (Warpath), regia di Byron Haskin (1951)
- Nagasaki (The Wild Blue Yonder), regia di Allan Dwan (1951)
- Il magnifico scherzo (Monkey Business), regia di Howard Hawks (1952)
- The Studebaker Story – cortometraggio (1953)
- Niagara, regia di Henry Hathaway (1953)
- I pascoli d'oro (San Antone), regia di Joseph Kane (1953)
- Gli uomini preferiscono le bionde (Gentlemen Prefer Blondes), regia di Howard Hawks (1953)
- Sweethearts on Parade, regia di Allan Dwan (1953)
- L'isola nel cielo (Island in the Sky), regia di William A. Wellman (1953)
- Tempeste sotto i mari (Beneath the 12-Mile Reef), regia di Robert D. Webb (1953)
- La campana ha suonato (Silver Lode), regia di Allan Dwan (1954)
- Il cacciatore di fortuna (Outcast), regia di William Witney (1954)
- Spin and Martin: The Movie (1955)
- La lunga linea grigia (The Long Gray Line), regia di John Ford (1955)
- La casa di bambù (House of Bamboo), regia di Samuel Fuller (1955)
- La nave matta di Mister Roberts (Mister Roberts), regia di John Ford e Mervyn LeRoy (1955)
- Sentieri selvaggi (The Searchers), regia di John Ford (1956)
- Le 22 spie dell'Unione (The Great Locomotive Chase), regia di Francis D. Lyon (1956)
- Il vendicatore dell'Arizona (Gun the Man Down), regia di Andrew V. McLaglen (1956)
- 7º Cavalleria (7th Cavalry), regia di Joseph H. Lewis (1956)
- L'ultima riva (The River's Edge), regia di Allan Dwan (1957)
- Baciala per me (Kiss Them for Me), regia di Stanley Donen (1957)
- L'uomo che non voleva uccidere (From Hell to Texas), regia di Henry Hathaway (1958)
- Selvaggio West (Escort West), regia di Francis D. Lyon (1958)
- Un dollaro d'onore (Rio Bravo), regia di Howard Hawks (1959) (scene cancellate)
- Una corda per il pistolero (Noose for a Gunman), regia di Edward L. Cahn (1960)
- Il grande impostore (The Great Impostor), regia di Robert Mulligan (1961)
- Cavalcarono insieme (Two Rode Together), regia di John Ford (1961)
- A Public Affair, regia di Bernard Girard (1962)
- I temerari del West (The Raiders), regia di Herschel Daugherty (1963)
- Il grande sentiero (Cheyenne Autumn), regia di John Ford (1964)
- Taggart - 5.000 dollari vivo o morto (Taggart), regia di R.G. Springsteen (1964)
- Shenandoah - La valle dell'onore (Shenandoah), regia di Andrew V. McLaglen (1965)
- Cyborg anno 2087 - Metà uomo, metà macchina... programmato per uccidere (Cyborg 2087), regia di Franklin Adreon (1966)
- Rancho Bravo (The Rare Breed), regia di Andrew V. McLaglen (1966)
- Billy the Kid vs. Dracula, regia di William Beaudine (1966)
- Alvarez Kelly, regia di Edward Dmytryk (1966)
- La donna del West (The Ballad of Josie), regia di Andrew McLaglen (1967)
- La via del West (The Way West), regia di Andrew V. McLaglen (1967)
- La brigata del diavolo (The Devil's Brigade), regia di Andrew V. McLaglen (1968)
- Bandolero!, regia di Andrew V. McLaglen (1968)
- Ultima notte a Cottonwood (Dead of a Gunfighter), regia di Don Siegel e Robert Totten (1969)
- I due invincibili (The Undefeated), regia di Andrew V. McLaglen (1969)
- Controfigura per un delitto (One More Time), regia di Jerry Lewis (1970)
- I contrabbandieri degli anni ruggenti (The Moonshine War), regia di Richard Quine (1970)
- Dingus, quello sporco individuo (Dirty Dingus Magee), regia di Burt Kennedy (1970)
- Uno spaccone chiamato Hark (One More Train to Robe), regia di Andrew V. McLaglen (1971)
- Il grande Jake (Big Jake), regia di George Sherman (1971)
- ...continuavano a chiamarlo Trinità, regia di Enzo Barboni (1971)
- Ti combino qualcosa di grosso (Something Big), regia di Andrew V. McLaglen (1971)
- ...e poi lo chiamarono il Magnifico, regia di Enzo Barboni (1972)
- Run, Cougar, Run, regia di Jerome Courtland (1972)
- La stella di latta (Cahill U.S. Marshal, regia di Andrew V. McLaglen (1973)
- Il ritorno di Zanna Bianca, regia di Lucio Fulci (1974)
- La parola di un fuorilegge... è legge! (Take a Hard Ride), regia di Antonio Margheriti (1975)
- Vecchia America (Nickelodeon), regia di Peter Bogdanovich (1976)
- I cavalieri dalle lunghe ombre (The Long Raiders), regia di Walter Hill (1980)
- L'esperimento (Endangered Species), regia di Alan Rudolph (1982)
- Gremlins, regia di Joe Dante (1984)
- Dietro la maschera (Mask), regia di Peter Bogdanovich (1985)
- UFOria, regia di John Binder (1985)
- Mississippi Adventure (Crossroads), regia di Walter Hill (1986)
- Le balene d'agosto (The Whales of August), regia di Lindsay Anderson (1987)
- Bambola meccanica mod. Cherry 2000 (Cherry 2000), regia di Steve De Jarnatt (1987)
- Illegalmente tuo (Illegaly Yours), regia di Peter Bogdanovich (1988)
- Ladro e gentiluomo (Breaking In), regia di Bill Forsyth (1989)
- L'esorcista III (The Exorcist III), regia di William Peter Blatty (1990)
- Bad Jim, regia di Clyde Ware (1990)
- Ritorno al futuro - Parte III (Back to the Future Part III), regia di Robert Zemeckis (1990)
- Tombstone, regia di George Pan Cosmatos (1993)
- Wyatt Earp - Ritorno al West, regia di Paul Landres e Frank McDonald (1994)
- Verso il sole (The Sunchaser), regia di Michael Cimino (1996)

### Televisione
- Il cavaliere solitario (The Lone Ranger) – serie TV (1955)
- Spin e Marty (The Adventures of Spin and Marty) – serie TV (1955)
- Climax! – serie TV, episodio 2x27 (1956)
- Wire Service – serie TV, episodio 1x28 (1957)
- The Gray Ghost – serie TV, episodio 1x36 (1958)
- Tombstone Territory – serie TV (1960)
- Men Into Space – serie TV, episodio 1x25 (1960)
- Whispering Smith – serie TV, episodio 1x05 (1961)
- The Rifleman – serie TV (1960-1961)
- Perry Mason – serie TV (1961)
- Gli uomini della prateria (Rawhide) – serie TV (1959-1962)
- Lawman – serie TV (1962)
- Scacco matto (Checkmate) – serie TV, episodio 2x31 (1962)
- Laramie – serie TV (1961-1962)
- Ripcord – serie TV, episodi 1x38-2x10 (1962-1963)
- Have Gun - Will Travel – serie TV (1958-1963)
- Lassie – serie TV (1961-1963)
- Carovane verso il West (Wagon Train) – serie TV (1959-1963)
- Branded – serie TV, episodio 1x02 (1965)
- La leggenda di Jesse James (The Legend of Jesse James) – serie TV (1965)
- The Rounders – serie TV, episodio 1x01 (1966)
- Bonanza – serie TV (1959-1967)
- I giorni di Bryan (Run for Your Life) – serie TV, episodio 2x25 (1967)
- Cimarron Strip – serie TV, episodio 1x19 (1968)
- Sui sentieri del West (The Outcasts) – serie TV, episodio 1x17 (1969)
- Mannix – serie TV (1969)
- Il virginiano (The Virginian) – serie TV (1967-1970)
- Le strade di San Francisco (The Streets of San Francisco) – serie TV (1974)
- Gunsmoke – serie TV (1959-1974)
- Hec Ramsey – serie TV (1974)
- Pepper Anderson agente speciale (Police Woman) – serie TV (1978)
- Truck Driver (B.J. and the Bear) – serie TV (1980)
- La casa nella prateria (Little House on the Prairie) – serie TV, episodio 7x03 (1980)
- Dallas – serie TV (1981)
- CHiPs – serie TV (1982)
- Supercar (Knight Rider) – serie TV (1982)
- Le nuove avventure di Guglielmo Tell (Crossbow) – serie TV (1987-1988)
- Detective Stryker (B.L. Stryker) – serie TV (1989)

## Doppiatori italiani
Nelle versioni in italiano delle opere in cui ha recitato, Harry Carey Jr. è stato doppiato da:
- Carlo Romano ne Il fiume rosso, Continuavano a chiamarlo Trinità, ...E poi lo chiamarono il Magnifico
- Renato Turi ne Il magnifico scherzo, La casa di bambù, Il grande impostore
- Gianfranco Bellini in In nome di Dio - Il texano, Cyborg anno 2087 - Metà uomo, metà macchina... programmato per uccidere
- Sergio Tedesco in Niagara, La campana ha suonato, Il grande sentiero
- Adolfo Geri ne I cavalieri del Nord Ovest, La carovana dei Mormoni
- Cesare Barbetti ne Le frontiere dell'odio (ridoppiaggio), Selvaggio West
- Mario Pisu in 7° Cavalleria, Baciala per me
- Mauro Zambuto in Rio Bravo
- Giuseppe Rinaldi ne La nave matta di Mister Roberts
- Gualtiero De Angelis in Sentieri selvaggi
- Ferruccio Amendola ne La via del West
- Bruno Persa ne La brigata del diavolo
- Arturo Dominici in Ultima notte a Cottonwood
- Leonardo Severini ne Il ritorno di Zanna Bianca
- Silvio Noto ne Il grande Jack
- Sergio Fiorentini ne La parola di un fuorilegge... è legge!
- Mario Milita ne La casa nella prateria
- Loris Zanchi ne I cavalieri dalle lunghe ombre
- Massimo Foschi in Gremlins
- Gigi Angelillo in Dietro la maschera
- Nello Riviè ne Le avventure di Guglielmo Tell
- Sandro Pellegrini ne Le balene d'agosto
- Andrea Costa in Ladro e gentiluomo
- Giuseppe Fortis in Ritorno al futuro - Parte III